# درنبورگ
درنبورگ (به آلمانی: Derenburg) یک منطقهٔ مسکونی در آلمان است که در بلنکنبورگ واقع شده‌است. درنبورگ ۲٬۶۶۲ نفر جمعیت دارد.